# 난랑비서
난랑비서(鸞郞碑序)는 최치원이 난랑이라는 화랑의 비(碑)에 쓴 비문의 서문이다. <삼국사기>에 전하는 것으로 화랑도의 사상적 연원과 형성과정을 말해주는 귀중한 문장이다. 문장의 내용은 "우리나라에는 현묘(玄妙)한 도(道)가 있다. 이를 풍류(風流)라 하는데 이 교를 실천한 근원은 선사(仙史)에 상세히 실려 있거니와 실로 이는 3교(敎)를 포함한 것으로 모든 민중과 접촉하여 이를 교화하였다. 또한 그들은 집에 들어와서는 부모에게 효도(孝道)하고, 나아가서는 나라에 충성을 다하니 이는 노(魯)나라 사구(司寇-孔子를 말함)의 취지이며, 또한 모든 일을 거리낌없이 처리하고 말 아니하면서 일을 실행하는 것은 주(周)나라 주사(柱史－老子를 말함)의 종지(宗旨)였으며, 모든 악한 일을 하지 않고, 착한 행실들만을 모두 신봉하여 행하는 것은 축건태자(竺乾太子－釋迦를 말함)의 교화이다"라고 하였다. 이 문장은 뒤에 민족사상의 3교합일론 또는 3교원융론(三敎圓融論)의 논거로 인용되었고, 현대 대종교(大倧敎)에서는 단군신앙(檀君信仰)의 전승(傳承)과정으로서 이 문장을 중요시하고 있다.